# Gammel Holte Sogn
Gammel Holte Sogn er et sogn i Rudersdal Provsti (Helsingør Stift). Sognet ligger i Rudersdal Kommune; indtil Kommunalreformen i 1970 lå det i Sokkelund Herred (Københavns Amt). I Gammel Holte Sogn ligger Gammel Holte Kirke.
I Gammel Holte Sogn findes flg. autoriserede stednavne:
- Gammel Holte (bebyggelse)
- Nyvang (bebyggelse)
- Trørød (bebyggelse, ejerlav)